# Jan Nolf
Jan Nolf (Torhout, 15 juli 1951) is een gepensioneerde Belgische vrederechter (tot 1995 ook politierechter). Sinds 2011 is hij columnist voor enkele kranten en tijdschriften.

## Biografie
Hij studeerde rechten en criminologie aan de Universiteit Gent en was nationaal voorzitter van de PVV jongeren in 1985 en 1986.
Na  van 1976 tot 1987 10 jaar gewerkt te hebben als advocaat te Brugge werd hij tot vrederechter benoemd in het kanton Roeselare, dat behoort tot het gerechtelijk arrondissement Kortrijk. Deze functie vervulde hij 25 jaar. Vanaf het midden van de jaren negentig zette het vredegerecht Roeselare methodisch in op minnelijke schikkingen. Hij ontwikkelde voor het vredegerecht een website met antwoorden op veelgestelde vragen en handige formulieren.
Eind augustus 2011 ging hij uit ontevredenheid met het systeem vervroegd met pensioen.
Sinds zijn pensionering houdt hij er een webstek op na die veel gegevens van de vroegere site van het vredegerecht overneemt. Hij geeft zijn mening over actuele gebeurtenissen binnen justitie in onder andere Knack, De Morgen en Het Nieuwsblad en op deredactie.be.
In het rapport van het Europese Netwerk van Hoge Raden voor Justitie (ENCJ) van 2014 werd zijn kritische berichtgeving aangehaald als een gevaar voor de onafhankelijkheid voor justitie in België.
Na protest heeft de ENCJ die passage uit haar rapport geschrapt.
In augustus 2012 verscheen bij UGA zijn eerste boek "Kwetsbaren in het recht" over voorlopige bewindvoering. In 2014 verscheen naar aanleiding van de nieuwe Wet Bewindvoering bij INNI Publishers "Kwetsbaren in het nieuwe recht" zowel in een editie voor juristen als voor niet-juristen. De uitgave voor niet-juristen verscheen ook in het Frans "Les personnes vulnérables dans le nouveau droit".
Op woensdag 26 augustus 2015 werd hij gearresteerd toen hij voor zijn huis foto's van politie maakte na afloop van de voetbalwedstrijd van FC Brugge tegen Manchester United; na korte tijd werd hij in vrijheid gesteld.
Het incident werd onderzocht door het Vast Comité van Toezicht op de politiediensten dat het dossier in maart 2017 afsloot mits de korpschef van de lokale politiezone Brugge te "wijzen op beschreven aandachtspunten". 
Jan Nolf volgde het onderzoek en het assisenproces van ex-volksvertegenwoordiger Bernard Wesphael. In diens boek "Assassin - Moordenaar" schreef hij de 35 slotbladzijden met bedenkingen over de werking van justitie, de rol van de pers en het hof van assisen.
In november 2016 ontving hij de Burgerschapsprijs Stichting P&V en publiceerde hij zijn boek "De kracht van rechtvaardigheid" bij Uitgeverij EPO. In november 2017 verscheen bij uitgeverij NowFuture Editions de Franse vertaling daarvan "La force de la justice".
Sinds mei 2018 fungeert hij als Radiorechter in het programma "De Inspecteur" met Sven Pichal op Radio 2 (Vlaanderen)
Midden 2019 verscheen bij InniPublishers zijn 'Praktijkgids voor kwetsbaren in het recht. Stappenplan voor rechtsbescherming vanaf 2019'. Daarin wordt een modelcontract 'voorzorgvolmacht' voorgesteld, en ook negen ware verhalen over bewindvoering gepubliceerd.